# Gare de Saint-Savinien-sur-Charente
La gare de Saint-Savinien-sur-Charente est une gare ferroviaire française de la ligne de Nantes-Orléans à Saintes, située sur le territoire de la commune de Saint-Savinien dans le département de la Charente-Maritime, en région Nouvelle-Aquitaine. 
C'est une halte ferroviaire de la Société nationale des chemins de fer français (SNCF), elle est desservie par des TER Nouvelle-Aquitaine.

## Situation ferroviaire
Établie à 15 mètres d'altitude, la gare de Saint-Savinien-sur-Charente est située au point kilométrique (PK) 235,647 de la ligne de Nantes-Orléans à Saintes entre la gare de Bords et celle fermée de Taillebourg.

## Histoire
À la suite de la création de deux voies ferrées reliant les deux principales villes de la Charente-Inférieure qui étaient Rochefort et La Rochelle à la capitale en 1857, le département poursuivit l'ambitieux programme de se doter d'un réseau ferroviaire conséquent pendant le Second Empire. 
Ainsi, une décennie plus tard, la construction d'une voie ferrée le long de la Charente fut entreprise pour relier Rochefort à Angoulême via Saintes et  Cognac. Grâce à l'apport des capitaux de la Compagnie des chemins de fer des Charentes, la nouvelle ligne ferroviaire fut mise en chantier par une réalisation progressive en trois tronçons. La première section ferroviaire reliait les villes de Rochefort et de Saintes en passant notamment par Saint-Savinien et fut mise en service le 15 avril 1867.  
La gare ferroviaire de Saint-Savinien figure parmi les toutes premières villes du département à avoir été desservie par le train. Elle contribua grandement à désenclaver la petite cité fluviale qui était alors l'un des centres urbains les moins bien desservis par les routes.
Implantée sur la rive droite de la Charente, la gare de Saint-Savinien est établie sur les hauteurs de la cité qui surplombent la large vallée fluviale. D'un type identique à nombre de gares ferroviaires construites sans grand caractère architectural par la Compagnie des chemins de fer des Charentes dans la seconde moitié du XIXe siècle. Elle est composée de deux halles en rez-de-chaussée pour les services administratifs et techniques accolées à un pavillon central à un étage dans lequel se trouve le logement de fonction tandis que l'étage inférieur sert de salle d'attente pour les voyageurs. Une grande cour, à l'extérieur de la gare, est utilisé par les voituriers et autres fiacres assurant les correspondances pour les voyageurs.
Dès lors, Saint-Savinien est reliée aux première et troisième villes de la Charente-Inférieure qui étaient respectivement Rochefort et Saintes. La station ferroviaire fut dotée d'entrepôts pour les marchandises et une importante entreprise de négoce des vins et eaux-de-vie de cognac fut implantée à ses abords immédiats et expédia par voie ferrée ses futs de vin dans la France entière. C'est également par la gare de Saint-Savinien que fut expédiée une liqueur de grande renommée, connue sous le nom de la "Grande Charentaise".
La cité savinoise, célèbre pour ses pierres de taille exportées dans le monde entier, n'a pas su tirer des avantages de la voie ferrée de proximité pour l'expédition de ses pierres. Les carrières d'extraction étaient déjà en déclin à la fin du Second Empire et la crise viticole de 1875, causée par le phylloxéra, entraîna une baisse brutale du marché immobilier et précipita inexorablement le déclin de cette industrie à Saint-Savinien et ses alentours. 
Cependant, ce n'est réellement qu'à partir de 1890 que la voie ferrée reliant Rochefort à Angoulême commença à durement concurrencer les transports par le fleuve et à ruiner définitivement le trafic fluvial après la Première Guerre mondiale. 
Au lendemain de la Seconde Guerre mondiale, le trafic de la ligne ferroviaire pour les voyageurs a commencé à décliner rapidement et faillit entraîner à terme la fermeture de la gare de Saint-Savinien. Mais la mise en place  par la région Poitou-Charentes d'un réseau régional de trains TER Poitou-Charentes à partir de 2002 a sauvé de justesse la station ferroviaire.  Son maintien en service réside dans le fait qu'elle est au cœur d'un bassin de vie de près de 25 000 habitants formé par les cantons de Saint-Savinien et de Saint-Porchaire, voire de ceux du canton de Tonnay-Boutonne.
Saint-Savinien-sur-Charente est aujourd'hui une halte ferroviaire SNCF sur l'importante ligne régionale qui relie Nantes à Bordeaux via La Rochelle, Rochefort et de Saintes.

## Fréquentation
De 2015 à 2023, selon les estimations de la SNCF, la fréquentation annuelle de la gare s'élève aux nombres indiqués dans le tableau ci-dessous.
| Année     | 2015   | 2016   | 2017   | 2018   | 2019   | 2020   | 2021   | 2022   | 2023   |
| --------- | ------ | ------ | ------ | ------ | ------ | ------ | ------ | ------ | ------ |
| Voyageurs | 14 410 | 14 954 | 16 260 | 14 867 | 22 904 | 10 866 | 14 360 | 19 148 | 20 203 |

## Service voyageurs

### Accueil

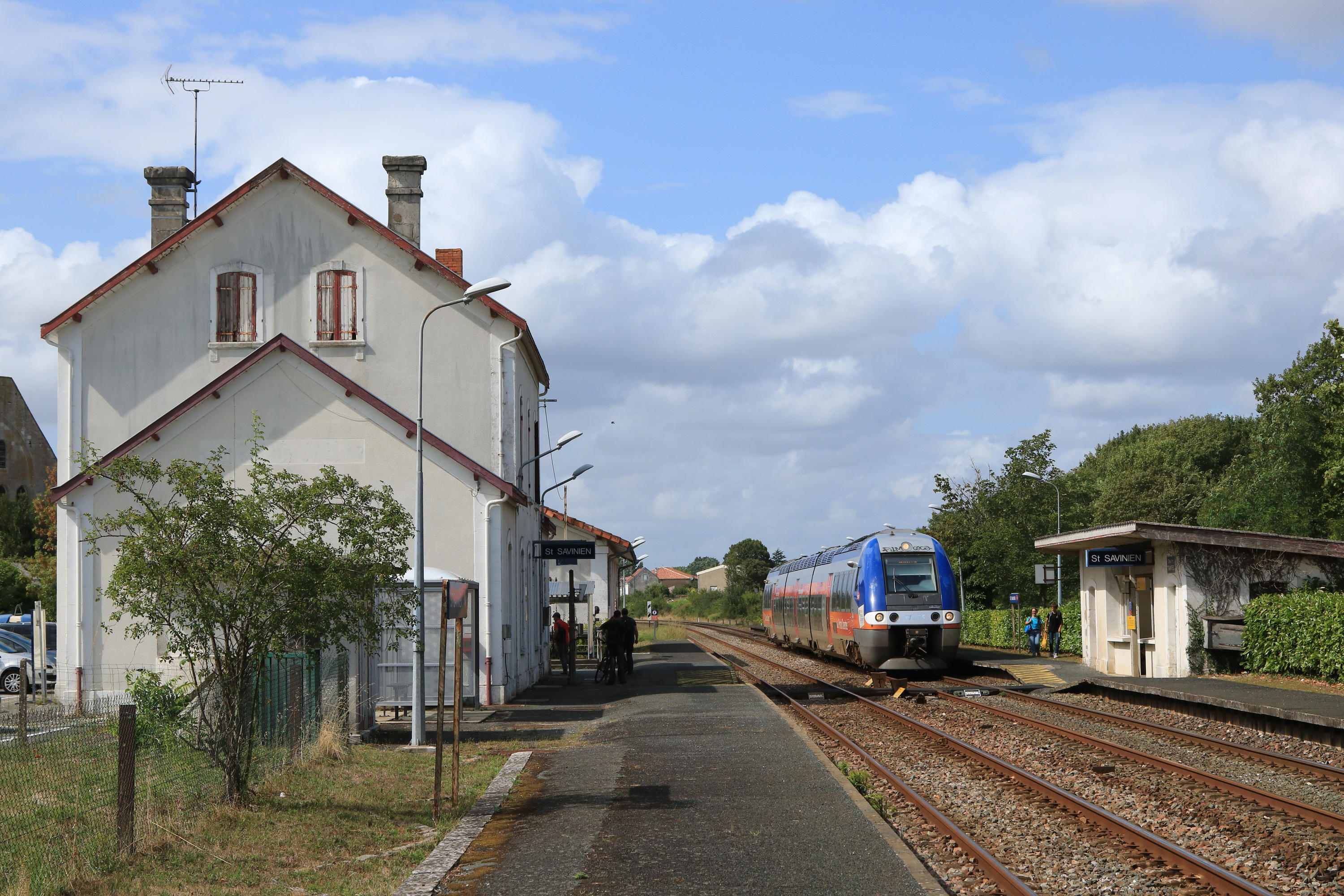
Desserte en 2019 avec l'arrêt d'un autorail XGC 76500 Bombardier Transport.

Halte SNCF c'est un point d'arrêt non géré (PANG).

### Desserte
Saint-Savinien-sur-Charente est desservie par des trains TER Nouvelle-Aquitaine circulant entre Saintes et La Rochelle-Porte-Dauphine. Deux allers-retours sont prolongés de Saintes à Angoulême. 8 allers-retours desservent la gare en semaine et 3 aller-retour les samedis et dimanches.

### Intermodalité
Un parking pour les véhicules y est aménagé.

## Patrimoine ferroviaire
Le bâtiment voyageurs d'origine est toujours présent.

Ancien bâtiment voyageurs
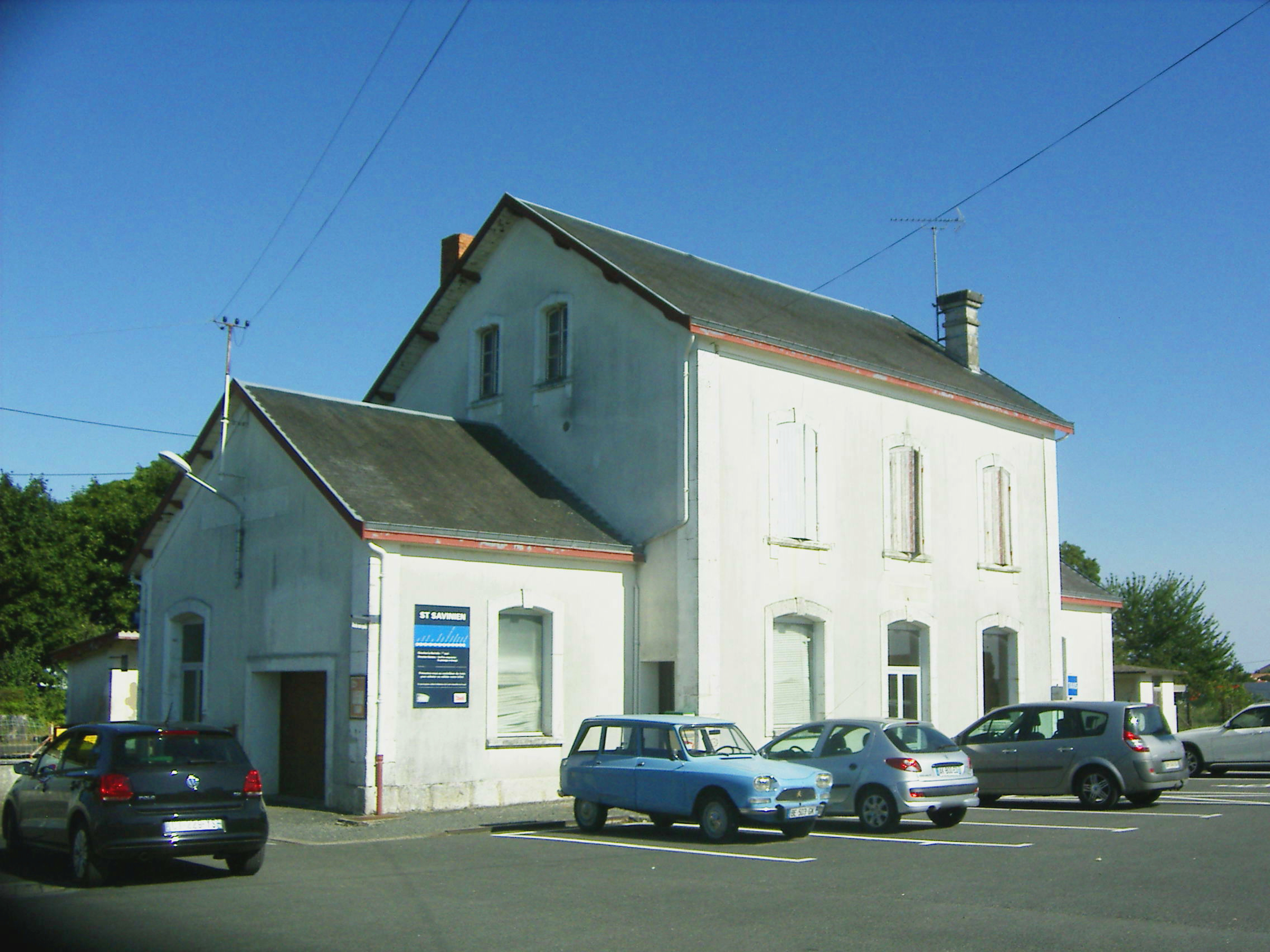
Esplanade de la gare en Août 2013.
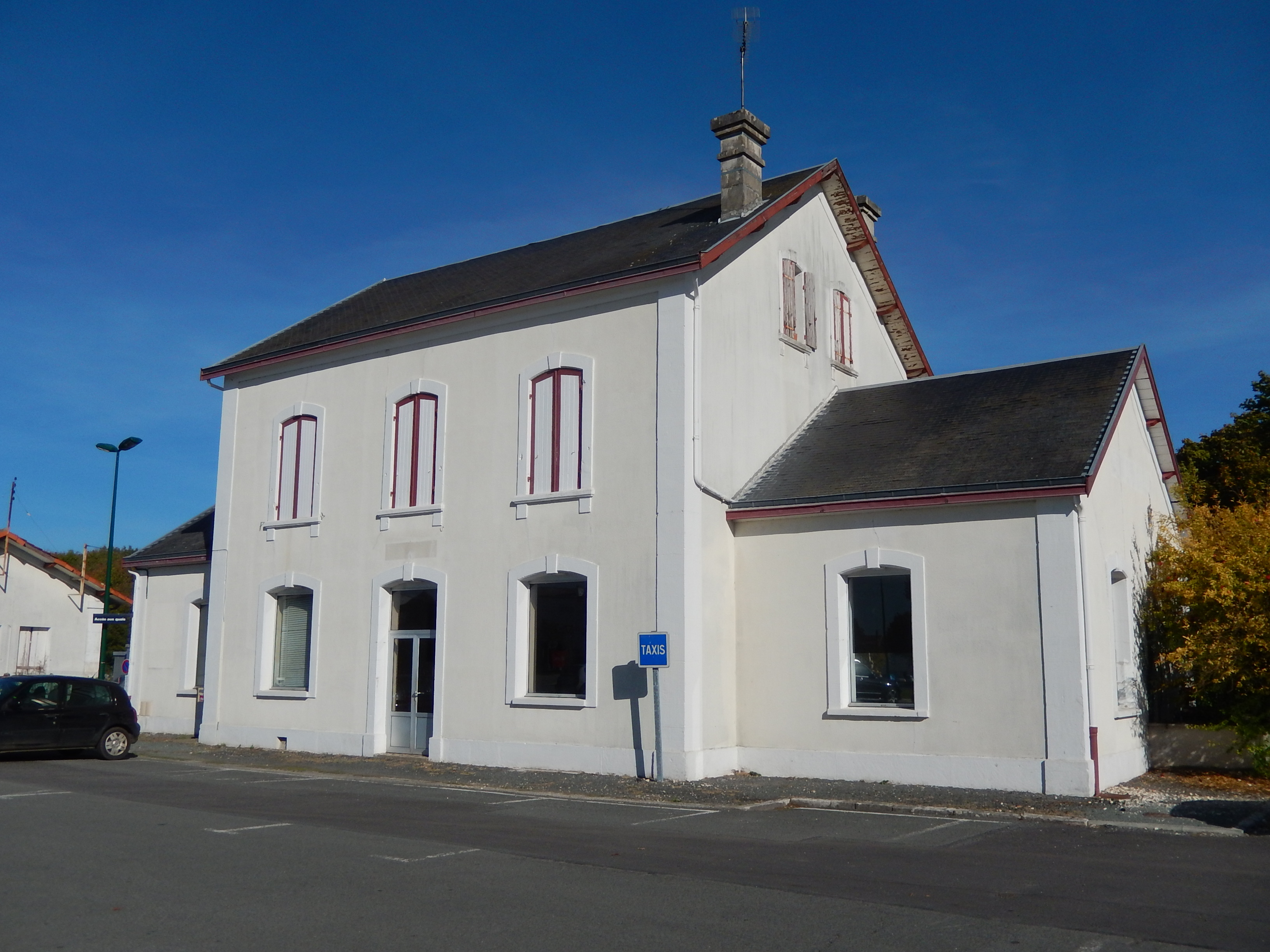
En Octobre 2017.
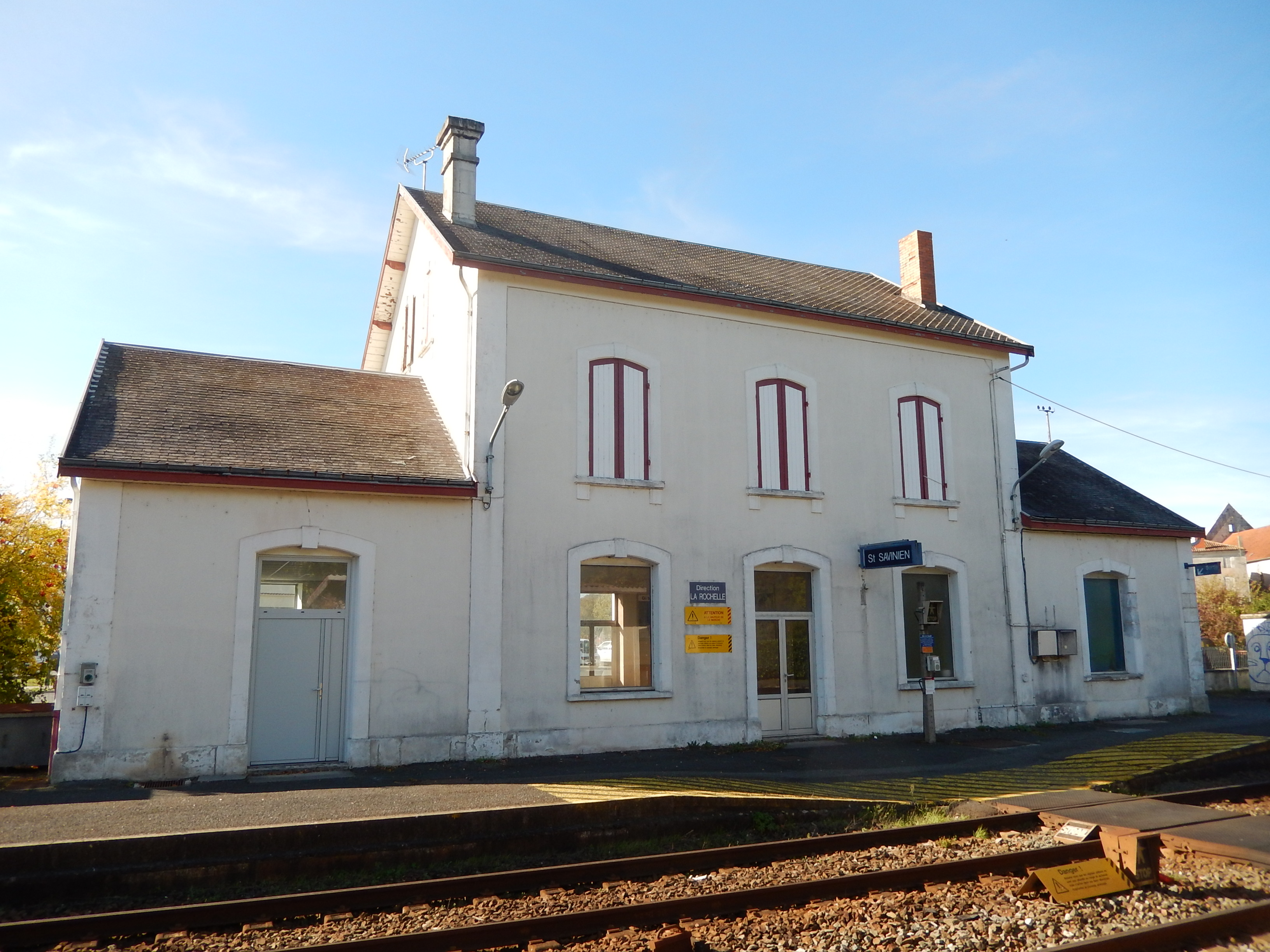
Vue côté quai en Octobre 2017.